# 大众Arteon
大众Arteon，是一款由大众汽車以大众集团MQB平台為基礎所開發出的5門斜背車及5門猎装车。該車款首度發表於2017日內瓦車展。在2017日內瓦車展後，大众汽車隨即在德國市場進行預售報價；2.0 TSI引擎、280ps馬力輸出款式售價49325歐元，2.0 TDI引擎、240ps馬力輸出款式售價51600歐元，該二款式都標配7速DSG雙離合器變速箱與4Motion全時四輪驅動系統。在配備方面，該車款配有ACC主動車距維持巡航系統、主動轉向輔助照明、主動式煞車與駕駛失能緊急輔助等駕駛輔助系統。此外，該車款行李箱容積為563公升至1557公升，儀錶板為12.3吋液晶螢幕Active Info Display全數位虛擬儀錶板，中控台配有9.2吋多點觸控螢幕並裝載手勢操作MIB多媒體資訊整合系統。

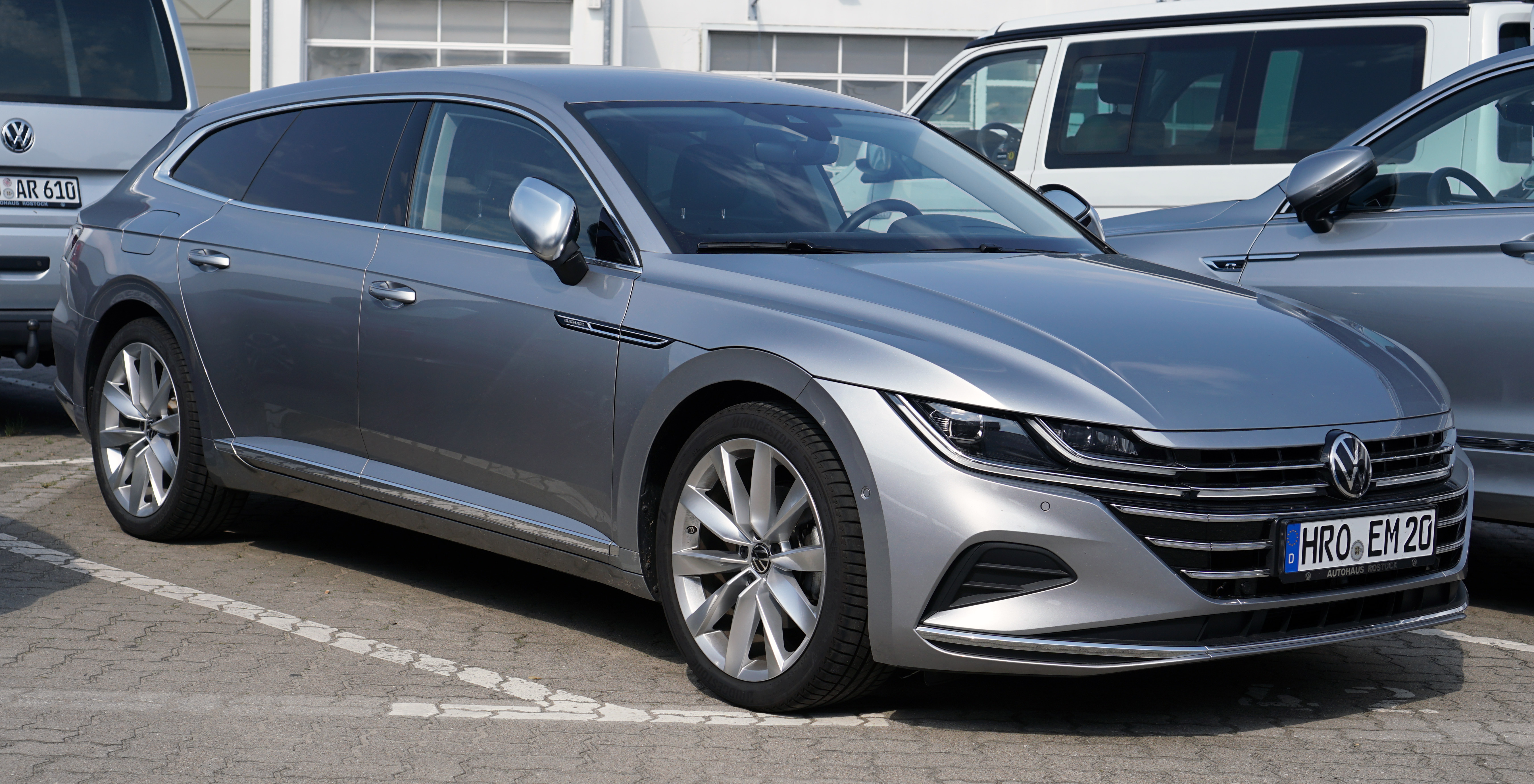
大众Arteon獵跑

Arteon在中国大陆由一汽大众生产的版本沿用了Arteon的前代车型大众CC的名字，同时与国际版Arteon的外形及配置也稍有不同（2021款外观几乎完全相同，但配置仍有差异，如未采用四驱技术，仅有前驱版销售）。

## 外部鏈結
- 官方网站